# 宝立町
宝立町（ほうりゅうまち）は、石川県珠洲郡に存在した町。

## 地理
- 現在の珠洲市の南部にあたる。
- 半農半漁の町であり、副業に養蚕も行われていた。
- 町名は、町の北方にある宝立山 (469m) に由来した。
- 河川：般若川、鵜飼川、舟橋川

## 歴史
- 1908年（明治41年）8月15日 - 珠洲郡鵜島村、黒峰村及び見付村を廃し、その区域をもって珠洲郡宝立村を設置する。
- 1940年（昭和15年）8月15日 - 珠洲郡宝立村を廃し、その区域をもって珠洲郡宝立町を設置する。
- 1944年（昭和19年）- 町立女子農業学校設立。
- 1948年（昭和23年）- 町内に4農協（宝立町農協、宝立町第一農協、珠洲郡養蚕農協、鵜島馬渡農協）設立。
- 1954年（昭和29年）7月15日 - 珠洲郡宝立町、飯田町、正院町、上戸村、若山村、直村、正院町、蛸島村及び三崎村を廃し、その区域をもって珠洲市を設置する。9大字は宝立町を冠して珠洲市の町に継承。この際に、旧宝立町字柏原（字橿原）の区域の一部を宝立町黒峰に設定する。

## 人口
| 年                       | 世帯数 | 人口  |
| ------------------------ | ------ | ----- |
| 1889（明治22年・鵜島村） | 296    | 1,487 |
| 1899（明治22年・見付村） | 441    | 2,431 |
| 1899（明治22年・黒峰村） | 318    | 1,760 |
| 1900（明治33年・鵜島村） | 267    | 1,529 |
| 1900（明治33年・見付村） | 423    | 2,481 |
| 1900（明治33年・黒峰村） | 308    | 1,816 |
| 1920（大正9年）          | 1,030  | 5,914 |
| 1926（昭和1年）          | 1,037  | 6,107 |
| 1953（昭和28年）         | 1,231  | 6,440 |

## 交通
※いずれも現在の道路。
- 国道249号
- 石川県道26号珠洲穴水線

## 教育
- 宝立町立宝立小中学校